# Currie Cup First Division 2021
La Currie Cup First Division de 2021 fue la vigésimo primera edición de la segunda división del rugby provincial de Sudáfrica.
El torneo volvió a disputarse luego de dos años, tiempo en el que estuvo paralizado por la pandemia de COVID-19.

## Sistema de disputa
El torneo se disputó en formato liga donde cada equipo se enfrentó a los equipos restantes, luego los mejores cuatro clasificados disputaron semifinales y final.

## Clasificación
| Pos. | Equipo                     | Encuentros | Encuentros | Encuentros | Encuentros | Tantos | Tantos | Tantos | PB | PB | Puntos |
| Pos. | Equipo                     | PJ         | PG         | PE         | PP         | F      | C      | Dif    | BO | BD | Puntos |
| ---- | -------------------------- | ---------- | ---------- | ---------- | ---------- | ------ | ------ | ------ | -- | -- | ------ |
| 1.º  | Leopards                   | 6          | 4          | 1          | 1          | 205    | 127    | +78    | 5  | 1  | 26     |
| 2.º  | Griffons                   | 6          | 4          | 1          | 1          | 178    | 74     | +104   | 5  | 0  | 25     |
| 3.º  | Falcons                    | 6          | 3          | 0          | 3          | 198    | 184    | +14    | 4  | 2  | 18     |
| 4.º  | Boland Cavaliers           | 6          | 3          | 0          | 3          | 165    | 181    | −16    | 3  | 1  | 16     |
| 5.º  | Eastern Province Elephants | 6          | 2          | 0          | 4          | 128    | 199    | −71    | 3  | 0  | 11     |
| 6.º  | Border Bulldogs            | 6          | 2          | 0          | 4          | 154    | 234    | −80    | 3  | 0  | 11     |
| 7.º  | SWD Eagles                 | 6          | 1          | 2          | 3          | 107    | 135    | –28    | 1  | 1  | 6      |

|  | Semifinalistas. |

## Fase Regular

### Fecha 1
| 18 de junio | SWD Eagles | 17 - 50 | Falcons |  |  |

| 19 de junio | Border Bulldogs | 18 - 35 | Griffons |  |  |

| 19 de junio | Eastern Province Elephants | 29 - 50 | Leopards |  |  |

### Fecha 2
| 26 de junio | Boland Cavaliers | 46 - 19 | Border Bulldogs |  |  |

| 26 de junio | Leopards | 41 - 3 | SWD Eagles |  |  |

| 26 de junio | Griffons | 0 - 0 | Eastern Province Elephants |  |  |

### Fecha 3
| 2 de julio | Falcons | 36 - 34 | Leopards |  |  |

| 2 de julio | SWD Eagles | 0 - 0 | Griffons |  |  |

| 3 de julio | Eastern Province Elephants | 25 - 10 | Boland Cavaliers |  |  |

### Fecha 4
| 10 de julio | Boland Cavaliers | 28 - 21 | SWD Eagles |  |  |

| 10 de julio | Griffons | 32 - 3 | Falcons |  |  |

| 10 de julio | Border Bulldogs | 41 - 20 | Eastern Province Elephants |  |  |

### Fecha 5
| 16 de julio | Falcons | 43 - 44 | Boland Cavaliers |  |  |

| 16 de julio | SWD Eagles | 50 - 29 | Border Bulldogs |  |  |

| 17 de julio | Leopards | 36 - 26 | Griffons |  |  |

### Fecha 6
| 24 de julio | Boland Cavaliers | 23 - 29 | Leopards |  |  |

| 24 de julio | Eastern Province Elephants | 28 - 19 | SWD Eagles |  |  |

| 24 de julio | Border Bulldogs | 34 - 27 | Falcons |  |  |

### Fecha 7
| 31 de julio | Falcons | 39 - 23 | Eastern Province Elephants |  |  |

| 31 de julio | Leopards | 56 - 13 | Border Bulldogs |  |  |

| 31 de julio | Griffons | 44 - 14 | Boland Cavaliers |  |  |

## Fase Final

### Semifinales
| 6 de agosto | Leopards | 52 - 29 | Boland Cavaliers |  |  |

| 7 de agosto | Griffons | 38 - 31 | Falcons |  |  |

### Final
| 14 de agosto | Leopards | 19 - 18 | Griffons |  |  |

| Bandera de Sudáfrica |
| Campeón Leopards     |
| Segundo título       |